# Sellia Marina
Sellia   Marina község (comune) Olaszország Calabria régiójában, Catanzaro megyében.

## Fekvése
A megye nyugati részén fekszik, a Jón-tenger partján. Határai: Cropani, Sersale, Simeri Crichi, Soveria Simeri és Zagarise.

## Története
1956-ig Sellia része volt. 

## Népessége
A népesség számának alakulása:

## Főbb látnivalói
- San Nicola di Bari-templom
- Madonna della Neve-templom
- Madonna del Rosario-templom